# Julian Croci
Julian Andrea Croci (* 1995) ist ein Schweizer Politiker (Grüne).

## Leben
Julian Croci wuchs in Wald im Zürcher Oberland auf. Er studierte Informatik an der ETH Zürich und an der Universität Zürich. Croci arbeitet als Informatiker bei einem Softwareunternehmen und ist Doktorand an der Universität Zürich. Er lebt in Dübendorf.

## Politik
Seit 2018 ist Julian Croci Mitglied des Gemeinderates (Legislative) der Gemeinde Dübendorf, wo er der Kommission für Raumplanungs- und Landgeschäfte angehört.
Im Oktober 2022 konnte Croci für den zurückgetretenen Thomas Honegger in den Kantonsrat des Kantons Zürich nachrücken. Er ist Mitglied der Aufsichtskommission Bildung und Gesundheit.
Julian Croci war Mit-Initiator der kantonalen Kreislaufinitiative der Jungen Grünen des Kantons Zürich. Der Gegenvorschlag des Regierungsrates wurde im Kantonsrat von allen Fraktionen unterstützt, woraufhin die Initiative von den Initianten zurückgezogen wurde. Der Gegenvorschlag kam im September 2022 zur Abstimmung und wurde von den Stimmberechtigten des Kantons Zürich mit 89,3 % angenommen.
Croci ist seit 2015 Vorstandsmitglied und war von 2016 bis 2020 Co-Präsident der Jungen Grünen Zürich. Seit 2016 ist er Geschäftsleitungsmitglied der Grünen Kanton Zürich. 